# 宋卿
宋卿（1477年—？年），字與弼，福建兴化府莆田縣人，明朝政治人物。

## 生平
治《書經》，行二，由國子生中式弘治十七年（1504年）甲子科福建鄉試第二十七名舉人，年三十二歲中式正德三年（1508年）戊辰科會試第一百四名，第二甲第九名進士。官至长沙府知府，嘉靖元年（1522年）四月，巡抚湖广右副都御史席书弹劾长沙知府宋卿贪酷害民，被逮捕解送京城治罪。四年五月被遣戍边，後來給事中沈漢為他申冤才得回鄉。

## 家族
曾祖宋允忠。祖宋思舜。父宋徽玉。母陳氏。慈侍下，兄元朝、弟善德、昭璋、友賓。